# Nealsomyia rufipes
Nealsomyia rufipes är en tvåvingeart som först beskrevs av Villeneuve 1937.  Nealsomyia rufipes ingår i släktet Nealsomyia och familjen parasitflugor. Inga underarter finns listade i Catalogue of Life.